# St. Elsewhere
St. Elsewhere  (transmitido en España como Hospital -A cor obert en Cataluña-, y en Hispanoamérica como Hospital St. Eligius) es un drama médico estadounidense que fue producido por MTM Enterprises y emitido por la NBC entre el 26 de octubre de 1982 y el 25 de mayo de 1988. La serie es recreada en el ficticio Hospital St. Eligius, el cual se erige en el sector sur de Boston. El apodo del hospital, «St. Elsewhere» ('San Dios sabe dónde' en español), se le da por ser una institución médica subestimada y con menos prestigio que otros hospitales más modernos y equipados. Como un drama médico, St. Elsewhere trata sobre las cuestiones serias de la vida y la muerte, incluyendo también una cantidad sustancial de comedia negra. La serie fue protagonizada por Ed Flanders, Norman Lloyd y William Daniels como los médicos de cabecera dedicados a enseñar a los galenos más jóvenes sobre sus carreras y sus decisiones personales.
St. Elsewhere tuvo un éxito similar al del drama policial Hill Street Blues, otra serie de NBC y MTM Enterprises, siendo ambas comparadas a menudo entre sí por el uso de moldes de conjunto y la superposición de historias continuas, que duraban un par de episodios o temporadas completas (un anuncio de St. Elsewhere citó a un crítico que la llamaba la Hill Street Blues en un hospital). St. Elsewhere fue filmada en los CBS/MTM Studios, que era conocido como CBS/Fox Studios cuando el show comenzó, siendo casualmente la 20th Century Fox la que terminaría por adquirir los derechos de la serie, cuando compró MTM Enterprises en 1990.
Conocido por su combinación de drama descarnado, realista y momentos de comedia de humor negro, St. Elsewhere ganó un pequeño pero leal grupo de seguidores (la serie nunca logró puestos superiores al 49° lugar en las clasificaciones anuales Nielsen) durante sus 6 temporadas, compuestas por 137 episodios; la serie también encontró una audiencia fuerte en la población de entre las edades de 18 y 49 años, una demostración de la existencia de este público joven que era buscando con frecuencia por los anunciantes. La serie también ganó elogios de la crítica durante su carrera, ganando trece premios Primetime Emmy por guion, actuaciones y dirección. St. Elsewhere ocupó el puesto número veinte en la lista de los 50 programas más grandes de todos los tiempos hecho en 2002 por TV Guide, siendo seleccionado por la misma como la mejor serie dramática de la década de 1980, en una edición de 1993.

## Producción
St. Elsewhere se llevaba a cabo en el ficticio "Hospital St. Eligius", un decadente hospital universitario urbano ubicado en el barrio sur de Boston, utilizando de escenografía exterior los apartamentos de Franklin Square. En el episodio piloto, el cirujano Mark Craig (interpretado por William Daniels) informa a sus colegas de que los medios locales de Boston han otorgado al hospital el apodo despectivo mencionado, ya que perciben al hospital como un basurero, un lugar al que no enviarían ni a su suegra. De hecho, el hospital es tan pobre que la imagen de San Eligio es comúnmente contaminada por los visitantes del hospital y el personal, y refiriéndose a él, el Dr. Wayne Fiscus lo llama como el santo patrono de los estibadores y los jugadores de bolos (Eligio es, en realidad, el santo patrono de los numismáticos, metalúrgicos, y los caballos).
Así como en Hill Street Blues, St. Elsewhere empleó un gran reparto, un novedoso y "realista" estilo visual, y una profusión de historias entrelazadas, muchos de los cuales siguieron a lo largo de varios episodios, sino varias temporadas. De la misma manera que Hill Street era considerado como un drama policial innovador, St. Elsewhere abría el camino a nuevos dramas médicos, la creación de un modelo que más tarde influiría en otras series tales como ER y Chicago Hope: aquí, la profesión médica era admirable pero no perfecta, ya que el personal del St. Eligius, a pesar de sus buenas intenciones en el servicio a sus pacientes, todos tenían sus propios problemas personales y profesionales, los cuales a menudo se entrelazaban, con argumentos que incluían al sida, el cáncer de mama, y las adicciones. Aunque la serie trata temas serios como la vida, la muerte, la profesión médica y los efectos humanos de los tres, una cantidad considerable de momentos de comedia negra, y chistes internos y referencias a la historia de la televisión fueron incluidos, por no hablar de momentos tiernos de la humanidad.
Los productores de la serie fueron Bruce Paltrow, Mark Tinker, John Masius, Tom Fontana, John Falsey y Abby Singer. Tinker, Masius, Fontana y Paltrow escribieron una serie de episodios, así como otros autores incluyen a John Tinker, John Ford Noonan, Charles H. Eglee, Eric Overmyer, Channing Gibson, y Aram Saroyan.
El tema musical para los créditos de apertura y cierre fueron compuestos por el afamado músico de jazz y compositor Dave Grusin. El notable compositor J.A.C. Redford escribió la música para la serie (excepto para el piloto, que fue escrito por Grusin). Nunca fue puesto a la venta ningún soundtrack de la serie, pero el tema musical de inicio fue lanzado en dos versiones distintas: la mezcla original para la televisión apareció en la compilación de TVT Records, Television's Greatest Hits, Vol. 3: 70s & 80s, y una versión más larga (4:13), hecha por Grusin e incluida en su álbum Night Lines, lanzado en 1983.

## Elenco
Además de utilizar a actores ya consagrados como Ed Flanders, Norman Lloyd y William Daniels, St. Elsewhere también se incluía un elenco innovador que incluyó a David Morse, Alfre Woodard, Bruce Greenwood, Christina Pickles, Kyle Secor, Ed Begley Jr., Stephen Furst, Howie Mandel, Mark Harmon, y los futuros ganadores del Óscar Denzel Washington y Helen Hunt. Notables estrellas invitadas incluyeron a Tim Robbins, cuyo primer gran papel fue en la primera temporada de la serie, como el terrorista Andrew Reinhardt, y Doris Roberts y James Coco, quienes ganaron premios Emmy por su aparición en la misma temporada.

### Personajes principales
| - Dr. Donald Westphall - Ed Flanders - Dr. Ben Samuels - David Birney - Dr. Hugh Beale - G. W. Bailey - Dr. Victor Ehrlich - Ed Begley Jr. - Dr. Peter White - Terence Knox - Dr. Wayne Fiscus - Howie Mandel - Dr. Jack Morrison - David Morse - Enfermera Helen Rosenthal - Christina Pickles - Dr. Vijay Kochar - Kavi Raz | - Dra. Annie Cavanero - Cynthia Sikes - Dr. Phillip Chandler - Denzel Washington - Dr. Mark Craig - William Daniels - Dr. Daniel Auschlander - Norman Lloyd - Enfermera Shirley Daniels - Ellen Bry - Dr. Robert Caldwell - Mark Harmon - Luther Hawkins - Eric Laneuville - Dra. Wendy Armstrong - Kim Miyori - Joan Halloran - Nancy Stafford | - Dr. Elliot Axelrod - Stephen Furst - Ellen Craig - Bonnie Bartlett - Dr. Seth Griffin - Bruce Greenwood - Dra. Carol Novino - Cindy Pickett - Dr. John Gideon - Ronny Cox - Dra. Jacqueline Wade - Sagan Lewis - Dra. Paulette Kiem - France Nuyen - Enfermera Lucy Papandrao - Jennifer Savidge |

### Personajes secundarios
- Dra. Cathy Martin - Barbara Whinnery
- Dr. Michael Ridley - Paul Sand
- Dr. Samuel Weiss - Philip Sterling
- Warren Coolidge - Byron Stewart
- Dr. Alan Poe - Brian Tochi
- Dra. Roxanne Turner - Alfre Woodard
- Dra. Susan Birch - Jamie Rose

## Episodios
| Temporada | Temporada | Número de Episodios | Fecha original de emisión | Fecha original de emisión | Entrega en DVD           | Entrega en DVD | Entrega en DVD |
| Temporada | Temporada | Número de Episodios | Estreno de temporada      | Final de temporada        | Region 1                 | Region 2       | Region 4       |
| --------- | --------- | ------------------- | ------------------------- | ------------------------- | ------------------------ | -------------- | -------------- |
|           | 1         | 22                  | 26 de octubre de 1982     | 3 de mayo de 1983         | 28 de septiembre de 2006 | —              | —              |
|           | 2         | 22                  | 26 de octubre de 1983     | 16 de mayo de 1984        | —                        | —              | —              |
|           | 3         | 24                  | 19 de septiembre de 1984  | 27 de marzo de 1985       | —                        | —              | —              |
|           | 4         | 24                  | 18 de septiembre de 1985  | 7 de mayo de 1986         | —                        | —              | —              |
|           | 5         | 23                  | 24 de septiembre de 1986  | 27 de mayo de 1987        | —                        | —              | —              |
|           | 6         | 22                  | 16 de septiembre de 1987  | 28 de mayo de 1988        | —                        | —              | —              |

St. Elsewhere se emitió durante 6 temporadas, y 137 episodios. Desde la primera temporada (1982-1983) se transmitió los martes a las 10 de la noche (hora del Este), manteniéndose por el resto de la serie los miércoles a la misma hora, todo esto por la NBC, su emisora original.
Su episodio final (The Last One), emitido el 25 de mayo de 1988, fue visto por 22,5 millones de espectadores, quedando como el séptimo programa más visto de aquella semana. En 2011, el final ocupó el puesto número 12 de los finales más inolvidables de la televisión en TV Guide Network.

## Premios y nominaciones

### Premios
Premios Emmy:
- Mejor dirección en una serie dramática - Mark Tinker (1988)
- Mejor guion en una serie dramática - Tom Fontana, John Tinker y John Masius (1986); Masius, Fontana y John Ford Noonan (1984)
- Mejor actor en una serie dramática - William Daniels (1985 y 1986)
- Mejor actor en una serie dramática - Ed Flanders (1983)
- Mejor actriz de reparto en una serie dramática - Bonnie Bartlett (1986 y 1987)
- Mejor actor de reparto en una serie dramática - James Coco (1983)
- Mejor actriz de reparto en una serie dramática - Doris Roberts (1983)

Premios Peabody:
- 1984

Humanitas Prize:
- Categoría 60 minutos - John Masius y Tom Fontana (1985)

Premio Television Critics Association:
- Serie dramática - (1986)

### Nominaciones
Premios Emmy:
- Mejor serie dramática (1983, 1984, 1985, 1986, 1987 y 1988)
- Mejor actor en una serie dramática - Ed Flanders (1985 y 1986)
- Mejor actor en una serie dramática - William Daniels (1983, 1984 y 1987)
- Mejor actriz principal en una serie dramática - Alfre Woodard (1986)
- Mejor actor de reparto en una serie dramática - Ed Begley Jr. (1984, 1985, 1986, 1987 y 1988)
- Mejor actriz de reparto en una serie dramática - Bonnie Bartlett (1988)
- Mejor actriz de reparto en una serie dramática - Piper Laurie (1984)
- Mejor actriz de reparto en una serie dramática - Christina Pickles (1983, 1985, 1986, 1987 y 1988)
- Mejor actriz invitada en una serie dramática - Alfre Woodard (1988)
- Mejor actriz invitada en una serie dramática - Lainie Kazan (1988)
- Mejor actor invitado en una serie dramática - Steve Allen (1987)
- Mejor actriz invitada en una serie dramática - Jayne Meadows (1987)
- Mejor actor invitado en una serie dramática - Edward Herrmann (1986 y 1987)

Premios Globo de Oro:
- Mejor serie dramática - (1985, 1986, 1987 y 1988)
- Mejor actor de reparto - Ed Begley Jr. (1986)

Premios del Sindicato de directores de Estados Unidos
- Logro sobresaliente en dirección en una serie dramática - Mark Tinker (1985, 1987, 1988 y 1989)

## Lanzamiento en DVD
El 28 de noviembre de 2006, la 20th Century Fox Home Entertainment lanzó al mercado la primera temporada completa de St. Elsewhere en DVD para la Región 1. A la fecha no se sabe si las otras cinco temporadas serán lanzadas en algún momento.
En la Región 2, Channel 4 lanzó la primera temporada en DVD en el Reino Unido el 2 de abril de 2007. Todos los episodios han sido puestos a disposición en el portal 4oD para el Reino Unido e Irlanda. Channel 4 comenzó a repetir la serie entre 2009 y 2010, y nuevamente en 2012.
En la actualidad, los episodios de la primera temporada están disponibles en Hulu.

## Emisiones en otros países
- Colombia: Canal Uno
- Venezuela: Venevisión
- Ecuador: Teleamazonas
- Puerto Rico: Telemundo PR
- México: Canal 5
- Chile: Televisión Nacional de Chile/Canal 9 TVN Señal 2/Megavisión
- Cataluña: Televisió de Catalunya

## Hipótesis del universo Tommy Westphall
Existe una hipótesis que afirma que la historia de la serie es producto de la imaginación de Tommy Westphall, uno de los personajes de la serie que es autista. En la última escena de la serie Tommy tiene una bola de cristal en las manos y al salir de la habitación su padre la deja en una repisa. La cámara cierra el plano sobre ella y se ve en su interior una imagen del hospital San Eligio. De esta imagen algunos seguidores de la serie sacan la conclusión de que todo es producto de la imaginación del niño autista. No obstante, la hipótesis va más allá y coloca esta escena final como el centro de todo un universo en el que transcurrirían las historias de más de 400 series estadounidenses, basándose en las conexiones que surgen entre esta serie y otras de la época y las que van surgiendo sucesivamente, entre series derivadas y cruces de historias y personajes a partir de estas últimas.